# Allehop
Allehop é o quinto álbum de estúdio do grupo O Teatro Mágico. Este disco marca uma mudança no estilo musical do grupo, abordando um som eletrônico oitentista puxado ao synthpop, diferente do indie folk com influências MPB de seus trabalhos anteriores.

## O álbum
Conforme o líder do grupo, o nome do álbum é uma antiga expressão usada pelos artistas circenses que indica o tempo para o início de um número acrobático.
| “ | "Este é um álbum festivo com pegada, com pulsação, com pressão, colorido, pra cima. “Allehop” é justamente isso, é um grito ancestral circense. Antes de você entrar no palco, antes de você se jogar no trapézio, antes de você arremessar a faca você fala um “Ale Hop“. É esse grito de guerra. | ” |

O trabalho tem a assinatura de Daniel Santiago em parceria com o produtor Alexandre Kassin. Fugindo completamente das características da banda, este álbum traz mais elementos eletrônicos que os anteriores. Segundo o site UOL, "o estilo mais dançante e músicas que te fazem viajar dos anos 1980 para o momento atual, como o carro-chefe do disco 'Deixa Ser', ainda carregam as mensagens de alerta ou alguma crítica sobre a sociedade moderna– uma característica da banda – mas com batidas mais eletrônicas perfeitas para uma pista de dança."

## Faixas
| N.º            | Título                                         | Duração |  |
| 1.             | "Um Filme"                                     | 3:48    |  |
| 2.             | "Vim Te Buscar"                                | 3:52    |  |
| 3.             | "Deixa Ser"                                    | 4:12    |  |
| 4.             | "Foi Assim"                                    | 3:20    |  |
| 5.             | "Quando Se Distrai" (Part. Lucas Silveira)     | 4:02    |  |
| 6.             | "Tudo o Que Faço pra Ser" (Part. Conrado Goys) | 4:50    |  |
| 7.             | "Cada Caso" (Part. Dani Black)                 | 4:03    |  |
| 8.             | "Vereda"                                       | 3:48    |  |
| 9.             | "Refúgio" (Part. Pedro Martins)                | 4:00    |  |
| 10.            | "Soprano" (Part. Marcelo Jeneci)               | 4:15    |  |
| Duração total: | Duração total:                                 | 40:10   |  |

## O Teatro Mágico
- Fernando Anitelli - vocal, violão
- Nô Stopa - vocal
- Sérgio Carvalho - baixo
- Kassin - baixo, percussão, sintetizador
- Daniel Santiago - violão, baixo, piano, teclado, baixo synth, bateria eletrônica, vocal, produção
- Pedro Garcia - bateria
- Rafael dos Santos - bateria
- Guilherme Ribeiro - piano elétrico

### Músicos convidados
- Lucas Silveira - guitarras em "Quando Se Distrai"
- Conrado Goys - baixo e guitarra em "Tudo o Que Faço pra Ser"
- Dani Black - vocal e guitarra em "Cada Caso"
- Pedro Martins - teclado, guitarra, efeitos e vocal em "Refúgio"
- Marcelo Jeneci - acordeon em "Soprano"